# Piébaldisme
 (décembre 2023).
Si vous disposez d'ouvrages ou d'articles de référence ou si vous connaissez des sites web de qualité traitant du thème abordé ici, merci de compléter l'article en donnant les références utiles à sa vérifiabilité et en les liant à la section « Notes et références ».
 Mise en garde médicale
Le piébaldisme, parfois nommé albinisme partiel bien que dû à une cause différente de l'albinisme, est un trouble génétique bénin rare. Il est caractérisé par une achromie triangulaire ou losangique frontale avec mèche blanche frontale.
Le piébaldisme est un trouble autosomique dominant rare du développement des mélanocytes. Il y a une grande variation dans le degré et la structure de la présentation, même au sein des familles touchées. Dans certains cas, le piébaldisme s'accompagne de graves problèmes de développement, comme dans la maladie de Hirschsprung.

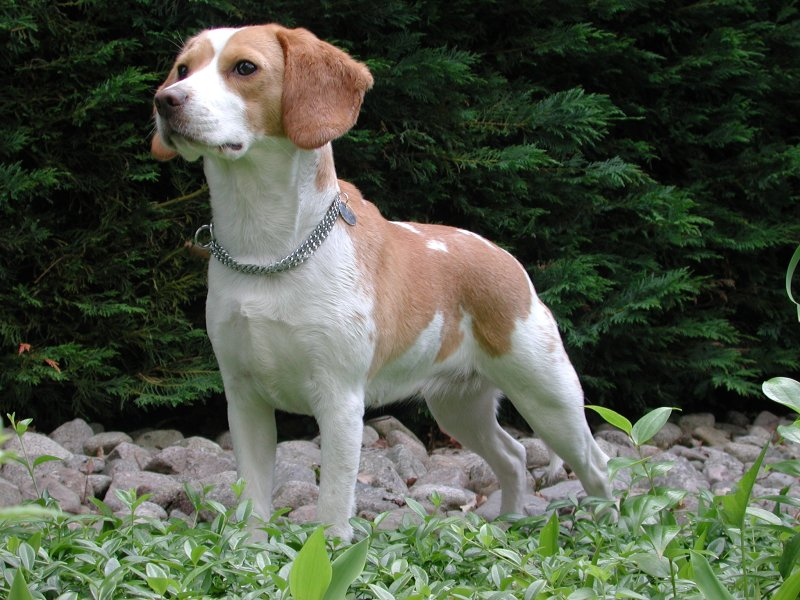
Beagle tacheté par l'allèle Piebald "sP" présent à l'état homozygote. Les chiens n'ont pas de problèmes de santé liés au gène Piebald si leurs yeux sont bruns et s'il y a une pigmentation complète sur les oreilles et sur la tête autour des oreilles.

Le piébaldisme est présent dans presque chaque espèce de mammifère. Il est très fréquent chez les souris, les lapins, les chiens, les chats, les moutons, plusieurs cervidés, les bovins et les chevaux - où l'élevage sélectif a augmenté l'incidence de la mutation - mais est plus rare chez les chimpanzés et les autres primates.
Le piébaldisme n'a absolument aucun rapport avec des affections acquises ou infectieuses telles que le vitiligo ou l'achromotrichie.
Il existe un piébaldisme occipital nommé syndrome de Tietz (ne pas confondre avec syndrome de Tietze) avec surdimutité sans atteinte oculaire, autosomique dominant.
Le syndrome de Waardenburg comprend entre autres un piébaldisme.

## Différence avec l'albinisme
Le piébaldisme diffère de l'albinisme en ce sens que les cellules affectées conservent la capacité de produire un pigment mais ont cette fonction spécifique désactivée. Dans l'albinisme, les cellules n'ont pas la capacité de produire des pigments. On a observé que le piébaldisme humain était associé à un très large éventail de troubles endocriniens et qu'il se rencontrait occasionnellement avec l'hétérochromie des iris, la surdité congénitale ou le développement incomplet du tractus gastro-intestinal, tous avec la cause commune d'une coupure prématurée de l'hormone de croissance fœtale humaine pendant la gestation. Le piébaldisme est une sorte de neurocristopathie, impliquant des défauts de diverses lignées de cellules de la crête neurale qui comprennent les mélanocytes, mais impliquant également de nombreux autres tissus dérivés de la crête neurale. Les facteurs oncogènes, y compris la mauvaise transcription, sont supposés être liés au degré de variation phénotypique chez les individus affectés.

## Historique

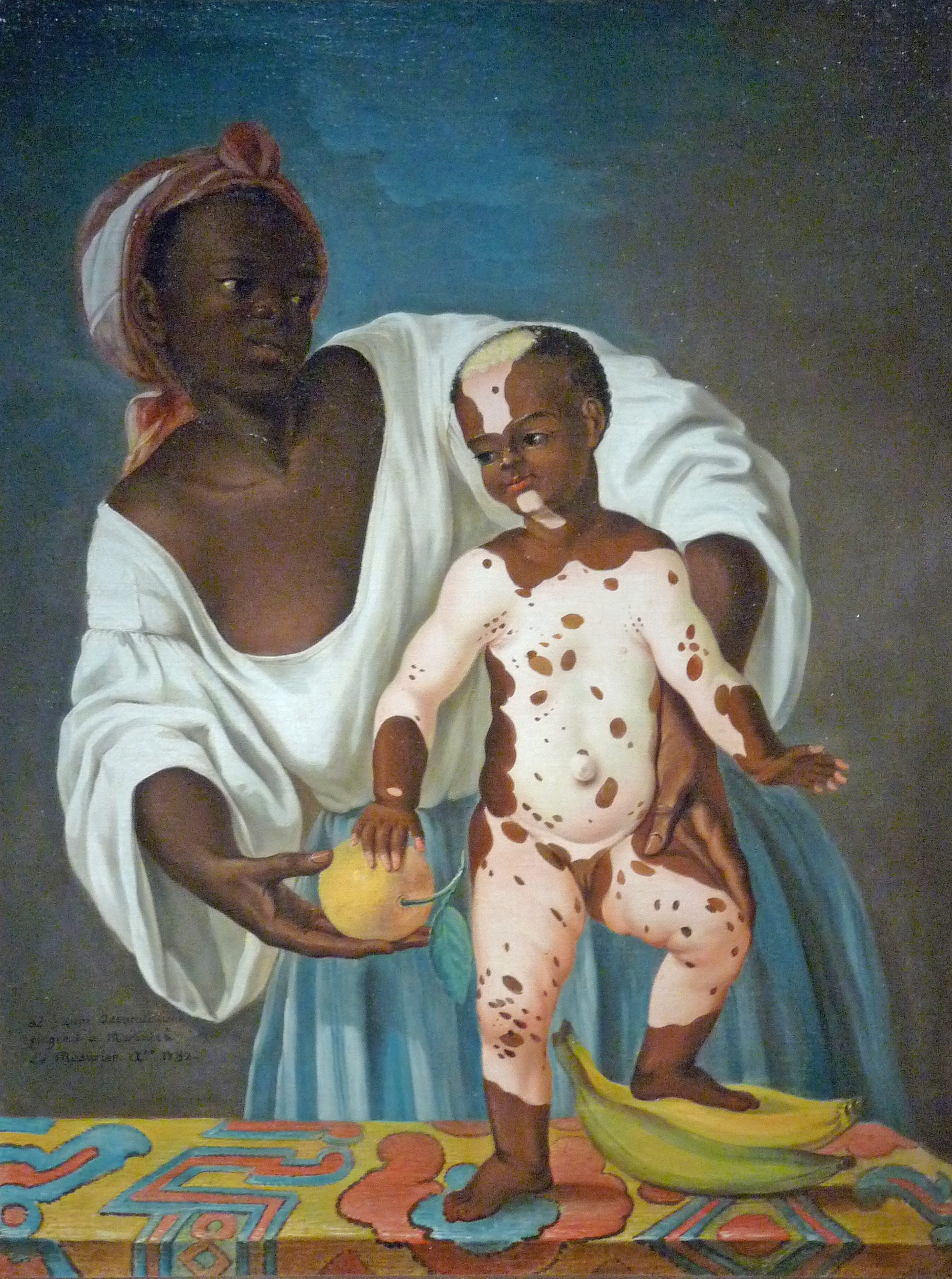
Le Nègre pie ou Madeleine de la Martinique et sa mère par Marius-Pierre le Masurier 1782

Les premiers photographes ont capturé de nombreuses images de piebalds africains utilisés comme une forme d'amusement, et George Catlin aurait peint plusieurs portraits d'Amérindiens de la tribu Mandan qui ont été affectés par le piébaldisme.
À la fin du XIXe siècle, 3 femmes noires atteintes de piébaldisme sont présentées au public français à l'Olympia. Une affiche de L. Damaré datée de 1891 présente ces 3 femmes, sous le nom des Trois Grâces Tigrées, chacune avec une mèche blanche et des taches de dépigmentation sur le front, le menton et sur la poitrine. Cette affiche est présente dans l'exposition L'invention du sauvage, présentée au Musée du quai Branly en 2011.